# Centre Salif Keita
A Centre Salif Keita egy bamakói, mali futballklub, amely a mali első osztályban szerepel. Stadionja a Stade Centre Salif Keita. Korábban olyan nagyszerű játékosok játszottak itt, mint Seydou Keita vagy Mahamadou Diarra. Salif Keita, a korábbi híres mali labdarúgó alapította a csapatot, így az az ő nevét viseli.

## Korábbi játékosok
- Mamadou Diallo
- Mahamadou Diarra
- Seydou Keita
- Koly Kanté